# Циганов Олексій Іванович
Олексій Іванович Циганов (нар. 30 липня 1928, Каховка — пом. 10 жовтня 1985) — український радянський оториноларинголог, доктор медичних наук з 1970 року, професор.

## Біографія
Народився 30 липня 1928 року в Каховці. Українець. В 1952 році закінчив Одеський медичний інститут. Член КПРС з 1957 року.
У 1952—1955 роках працював в Одеському медичному інституті, у 1955—1959 роках — в лікувальних закладах Херсона. З 1961 року — в Київському науково-дослідному інституті отоларингології. Старший науковий співробітник з 1963 року. З 1974 по1985 рік — директор інституту.

Могила Олексія Циганова, Байкове кладовище

Жив в Києві в будинку на вулиці Ярославовому Валу, 14, квартира 61. Помер на 58-му році життя 10 жовтня 1985 року. Похований на Байковому кладовищі разом з дружиною, Ернестою Віталіївною (ділянка № 50, 50°25′18.17″ пн. ш. 30°30′22.03″ сх. д. / 50.4217139° пн. ш. 30.5061194° сх. д.).

## Наукова діяльність
Основні напрямки науково-практичної діяльності вченого: діагностика і терапія пухлин та запальних захворювань вуха, горла, носа. Розробив нові способи ранньої діагностики, консервативного й оперативного лікування хворих з пухлинами вуха, горла, носа з використанням рентгенотерапії та глибокого охолодження.

## Відзнаки
- Нагороджений орденом «Знак Пошани»;
- Лауреат Державної премії УРСР в галузі науки і техніки за 1977 рік (за розробку, дослідження і впровадження кріохірургічних методів і апаратури в клінічну практику — гінекологію, нейрохірургію, стоматологію, щелепно-лицеву і лор-онкологію)[1].